# 佩尼伊斯科拉
佩尼伊斯科拉，是西班牙瓦伦西亚自治区卡斯特利翁省的一个市镇。总面积79平方公里，总人口4822人（2001年），人口密度61人/平方公里。